# Кубок президента Казахстана по теннису 2011
Кубок президента Казахстана по теннису 2011 года — пятый розыгрыш ежегодного профессионального международного теннисного турнир, проводимый ITF в рамках своего женского тура и ATP в рамках своего тура Challenger в казахстанском городе Астана. Соревнования прошли с 25 по 31 июля.

## Соревнования

### Одиночные турниры

#### Мужчины
Михаил Кукушкин обыграл  Сергея Бубку со счётом 6-3, 6-4.

#### Женщины
Виталия Дьяченко обыграла  Акгуль Аманмурадову со счётом 6-4, 6-1.
- Виталия Дьяченко выигрывает 1й турнир в сезоне и 5й за карьеру в туре федерации.

### Парные турниры

#### Мужчины
Константин Кравчук /  Денис Молчанов обыграли  Арнау Брюгеса-Дави /  Малика Джазири со счётом 7-64, 6-71, [10-3].

#### Женщины
Виталия Дьяченко /  Галина Воскобоева обыграли  Акгуль Аманмурадову /  Александру Панову со счётом 6-3, 6-4.
- Виталия Дьяченко выигрывает 1й турнир в сезоне и 8й за карьеру в туре федерации.
- Галина Воскобоева выигрывает 1й турнир в сезоне и 10й за карьеру в туре федерации.